# Bedük
Bedük (né le 20 avril 1983 à Ankara en Turquie) est un musicien turc.
Bedük publia son premier album, Nefes Almak Zor (en français : Difficile de Respirer) sous son vrai prénom Serhat en 2004 sous le label İrem Records. Cependant en 2007, il connut son ascension vers la gloire avec son deuxième album, Even Better cette fois-ci publié sous Audiology Records. En 2009, il sort son troisième album Dance Revolution. En février 2010, son quatrième album GO sort dans les bacs. Celui-ci compte 12 pistes de musique dance dites « révolutionnaires » en plus de son unique style electro pop.

## Discographie

### Albums
- 2004 : Nefes Almak Zor
- 2007 : Even Better
- 2008 : Dance Revolution
- 2010 : Go
- 2011 : Ful (compilation et remixes)
- 2013 : Overload

### Extended plays
- 2009 : Gel Aşka - Remixes

### Singles
| Album | Single        | Meilleure position | Meilleure position |
| Album | Single        | Turquie            | Russie             |
| ----- | ------------- | ------------------ | ------------------ |
| GO    | Electric Girl | 1                  | 280                |
| GO    | This Fire     | —                  | —                  |

### Clips vidéo
| Année | Chanson                           | Réalisateur    |
| ----- | --------------------------------- | -------------- |
| 2004  | Son Sigaram                       |                |
| 2007  | My Woman                          | Murad Küçük    |
| 2008  | Better Than My Baby               | Murad Küçük    |
| 2008  | Heartbreaker                      |                |
| 2008  | Automatik                         | Murad Küçük    |
| 2009  | Gel Aşka                          | Murad Küçük    |
| 2009  | Too Shy                           |                |
| 2010  | Electric Girl                     | Bertan Başaran |
| 2010  | This Fire                         | Bertan Başaran |
| 2011  | Ful Animasyon Real 3D Music Video | Yalçın Kılıç   |
| 2012  | Disco Breaker Html 5 İnteraktif   | Walky-Talky    |

## Récompenses et nominations
| Année | Nomination/récompense             | Catégorie                                                               | Résultat |
| ----- | --------------------------------- | ----------------------------------------------------------------------- | -------- |
| 2006  | Miller Music Factory              | Meilleur Producteur de Musique Dance pour Like Tomorrow Will Never Come | Gagné    |
| 2007  | MTV Europe Music Awards           | Nouveaux Sons Européens (Turquie)                                       | Perdu    |
| 2009  | MTV Europe Music Awards           | Meilleur Artiste Turc                                                   | Perdu    |
| 2009  | Radyo Boğaziçi Ödülleri           | Meilleur Artiste                                                        | Gagné    |
| 2010  | RADEV Ödülleri 2010               | Meilleur Artiste « Electro-Pop »                                        | Gagné    |
| 2010  | Radyo Boğaziçi Ödülleri           | Meilleur Artiste                                                        | Gagné    |
| 2010  | Radyo Boğaziçi Ödülleri           | Meilleur Clip pour Electric Girl                                        | Gagné    |
| 2011  | 24. Uluslararası Tüketici Zirvesi | Meilleur Album (GO)                                                     | Gagné    |
| 2011  | 24. Uluslararası Tüketici Zirvesi | Meilleur Artiste                                                        | Gagné    |
| 2011  | UNIQ Dergi                        | Clip de l'année pour Ful Animasyon                                      | Gagné    |
| 2011  | FWA                               | Le Site Web Préféré pour Disco Breaker                                  | Gagné    |
| 2012  | Blue Jean Dergi                   | Artiste pop de l'année                                                  | Gagné    |